# Arnd Freiherr von Wedekind

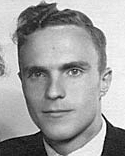
Arnd von Wedekind um 1942

Arnd Freiherr von Wedekind (* 3. Juni 1919 in Derschlag; † 3. September 1943 in Berlin-Plötzensee) war ein deutscher im Widerstand zum NS-Regime stehender Student.

## Leben
Arnd Freiherr von Wedekind gehörte der Familie Wedekind zur Horst an und war ein Urenkel des Arztes Georg Freiherr von Wedekind. Seine Eltern waren der Major August Freiherr von Wedekind und dessen zweite Ehefrau Anna Marie Kruska. Sein Onkel Friedrich Freiherr von Wedekind († 1939) war zuletzt Oberst und Träger des Ordens Pour le Mérite.
Arnd wuchs in einem christlich geprägten Elternhaus auf. Nach dem Abitur auf dem Kaiserin-Friedrich-Gymnasium in Bad Homburg und dem Arbeitsdienst wollte er wie sein Vater und Großvater, die zuletzt als Major bzw. General gedient hatten, die Offizierslaufbahn einschlagen. Er meldete sich freiwillig zur Wehrmacht, musste aber wegen einer schweren Erkrankung schon bald den Abschied nehmen. Er nahm daraufhin 1939 in Frankfurt am Main ein Medizinstudium auf. Sein Interesse galt neben dem Studium der russischen Geschichte und Kultur. Er lernte die russische Sprache und kam mit russischen Ärzten und Zwangsarbeitern in Kontakt. Bei mehreren Zusammenkünften beklagte er in diesem Kreise die politischen Verhältnisse in Deutschland. Er drückte seine Abscheu vor den von Deutschland ausgehenden Verbrechen aus und empörte sich über die Behandlung der Zwangsarbeiter. Deswegen sei die zu erwartende militärische Niederlage Deutschlands sogar zu begrüßen.
Durch für die Gestapo verdeckt arbeitende Dolmetscher und andere wurde er im Sommer 1943 denunziert. Der Verhaftung am 26. Juli 1943 folgte die Untersuchungshaft und an deren Ende, am 1. September 1943, die Hauptverhandlung vor dem Volksgerichtshof mit Roland Freisler als Präsidenten. An diesem Tag wurde Arnd Freiherr von Wedekind zum Tode verurteilt; die Hinrichtung in Berlin-Plötzensee fand zwei Tage danach statt.

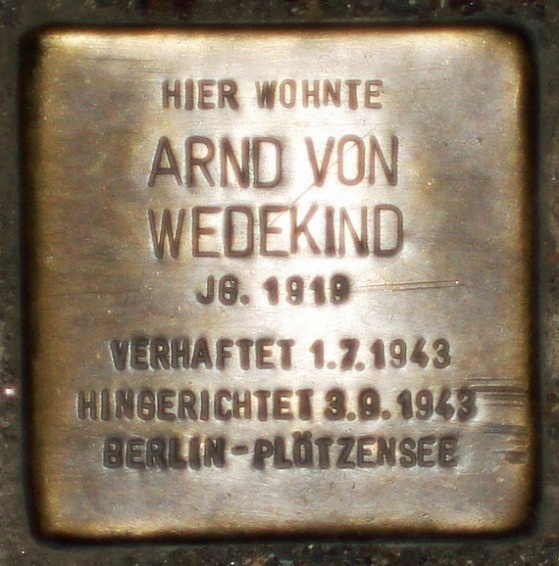
Stolperstein für Arnd von Wedekind in Frankfurt am Main

## Gedenken
Zur Erinnerung an Arnd Freiherr von Wedekind verlegte der Künstler Gunter Demnig im Zimmerweg 4 in Frankfurt am Main - Westend einen „Stolperstein“.